# 野田あかり
野田 あかり（のだ あかり、2014年〈平成26年〉11月22日 - ）は、日本の子役。
ジョビィキッズ所属。

## 略歴
2歳のときにCMデビューした。

## 出演

### テレビドラマ
- アンナチュラル 第4話（2018年、TBS） - 佐野百合奈 役
- 連続ドラマW パンドラIV AI戦争（2018年、WOWOW） - 木下晶 役
- グッドワイフ 第1話（2019年、TBS） - 浜口玲奈 役
- プレミアムドラマ 70才、初めて産みました セブンティウイザン。（2020年、NHK BS4K、NHK BSプレミアム） - 江月みらい 役
- コールドケース3～真実の扉～ 第10話（2021年、WOWOW） - 菱田ミク 役
- TOKYO MER〜走る緊急救命室〜 第10話、最終話（2021年、TBS） - カニューレの女の子 役
- 演じ屋 5話（2021年、WOWOW） - 戸村優奈 役
- エンディングカット（2022年、NHK総合） - 迫田結（幼少期） 役
- 土ドラ「個人差あります」（2022年8月6日 - 9月24日、東海テレビ・フジテレビ系） - 磯森のり 役
- 夜ドラ「つまらない住宅地のすべての家」（2022年10月10日 - 、NHK総合） - 矢島ゆかり 役
- ウルトラマンデッカー 第20話（2022年12月3日、テレビ東京） - 子供時代のナギ 役
- 海に眠るダイヤモンド 第4話（2024年11月17日、TBS） - 百合子（幼少期）役
- 19番目のカルテ 第5話（2025年8月17日、TBS） - 茶屋坂心（幼少期） 役[3]

### 映画
- コーヒーが冷めないうちに（2018年9月21日、東宝） - 時田未来（幼少期） 役
- 午前0時、キスしに来てよ（2019年12月6日、松竹） - 花澤すず 役
- プリテンダーズ（2021年） - 花田あかり 役[4]
- レッドシューズ（2022年12月9日公開） - 太田エミ 役
- わたしの幸せな結婚（2023年3月公開） - 幼少期の美世 役
- はたらく細胞（2024年） - 漆崎日胡（少女時代） 役

### テレビ番組
- 痛快TV スカッとジャパン
  - 娘が再婚に反対したワケ（2019年） - 本村夏美 役
  - 美容師さんの神対応（2021年） - 小野田日和 役
  - メニューに無い単品ポテト（2021年） - 梅津舞美 役

### CM
- フジパン 本仕込「日曜の朝」篇（2017年）
- Amazon.com Amazon Echo ミュージック篇
- 日本マクドナルド
  - ハッピーセット おさるのジョージ篇（2020年） - 妹 役
  - ハッピーセット プリキュア篇（2021年） - 妹 役
- イオン ランドセル「かるすぽ」イオンの新入学2022（2021年）
- 東急リバブル（2021年 - 2022年） - さっちゃん 役

## ラジオ
- FMシアター 面影〜もう一度出会えたら、何を伝えますか〜（2022年、NHK-FM）